# Вадіська сільська рада
Ва́діська сільська рада (ест. Vadi külanõukogu, рос. Вадиский сельский совет) — сільська рада в Естонській РСР, адміністративно-територіальна одиниця в складі повіту Тартумаа (1945—1950) та Муствееського району (1950—1954).

## Населені пункти
Сільській раді підпорядковувалися села: Ваді (Vadi), Регесааре (Rehesaare), Таммесааре (Tammesaare).

## Історія
13 вересня 1945 року на території волості Авінурме в Тартуському повіті утворена Вадіська сільська рада з центром у селі Ваді. Головою сільської ради обраний Якоб Клауп (Jakob Klaup), секретарем — Александер Помм (Aleksander Pomm).
26 вересня 1950 року, після скасування в Естонській РСР повітового та волосного поділу, сільська рада ввійшла до складу новоутвореного Муствееського сільського району.
17 червня 1954 року в процесі укрупнення сільських рад Естонської РСР Вадіська сільська рада ліквідована. Її територія склала східну частину Авінурмеської сільської ради.